# George Elphinstone Dalrymple
George Frederick Augustus Elphinstone Dalrymple (Aberdeenshire, 6 maggio 1826 – St Leonards-on-Sea, 22 gennaio 1876) è stato un esploratore, funzionario e politico australiano.

## Biografia
Nato in Scozia, è il decimo figlio del baronetto Sir Robert Dalrymple.
Nel 1857 arrivò in Australia e andò a Darling Downs nella speranza di acquisire terreni. Ha iniziato la sua esplorazione nel Queensland e ha scoperto l'area del fiume Herbert.
Nel 1859, guidò una spedizione che esplorò il bacino del fiume Berdekin.
Nel 1872 fondò le città di Cardwell e Cookstone, nel 1873 esplorò i fiumi e i porti del Queensland nord-orientale per conto del governo.
Era un membro della legislatura dello stato australiano del Queensland.
Oltre a molti rapporti in organismi speciali, scrisse: "Narrative and rapports of the Queensland North-Eastcoast expedition" (1874).
La città di Dalrymple nel Queensland, in Australia, fondata nel 1864, ora abbandonata, è stata chiamata così in suo onore.